# Stéphanie Atger
Pour les articles homonymes, voir Atger.
Stéphanie Atger, née le 11 octobre 1975 à Sarcelles, est une femme politique française.
Elle est devenue députée de l'Essonne en mai 2019 en remplacement d'Amélie de Montchalin, nommée secrétaire d’État aux Affaires européennes le 31 mars 2019.

## Biographie
Issue d'une famille aux origines martiniquaises et savoyardes par sa mère et polynésiennes par son père, elle est originaire de la Seine-Saint-Denis, où elle a été adjointe au maire de Pierrefitte-sur-Seine de 2001 à 2008. Elle a également été membre cabinet du président du conseil général de la Seine-Saint-Denis et directrice de cabinet de Maud Olivier, maire PS des Ulis,. Avant de devenir députée, elle est directrice du Service citoyen, associatif et événementiel à la mairie des Ulis. Cadre contractuel de la fonction publique et écrivain public, elle habite à Chilly-Mazarin depuis 2007.
Membre du Parti socialiste jusqu'en mai 2014, elle rejoint En marche fin 2016. Elle devient députée en mai 2019, en tant que suppléante d'Amélie de Montchalin, nommée secrétaire d’État aux Affaires européennes.
Elle se présente avec Lionel Savoye comme candidate aux élections départementales de 2021 dans le canton de Massy. Le binôme est éliminé au 1er tour avec 7,42% des voix.
Lors des élections législatives françaises de 2022, la députée sortante Amélie de Montchalin choisit l'adjoint au maire de Massy Pierre Ollier comme suppléant et Stéphanie Atger n'est donc pas reconduite dans son rôle.

## Détail des mandats et fonctions
- Députée de la sixième circonscription de l'Essonne (2019-2022).
- Conseillère municipale de Chilly-Mazarin, déléguée à la démocratie locale et à la communication (2008-2014).
- Adjointe au maire de Pierrefitte-sur-Seine, déléguée à l'enfance et à la petite enfance (2001-2008).